# Suži (Riga)
Suži est un voisinage de la banlieue de Vidzeme à l'est de Riga (Lettonie).

## Géographie
Le quartier de Suži est situé dans la partie nord-est de la ville de Riga, sur la rive sud-est du lac Ķīšezers.
Par voie terrestre, Suži est limitrophe des quartiers de Jaunciems et de Bukulti, ainsi que de la paroisse de Garkalnes du district de Ropaž.
Par voie fluviale, le quartier de Suži borde également les quartiers de Jugla et Čiekurkalns.
Les limites du quartier de Suži sont, entre-autres, le lac Ķīšezers, Pils kakts, Klipiņdūcka, la réserve naturelle de Jaunciems. 
Sa superficie est de 4,023 km2.

## Transports
- Bus: 	29